# Lá thư và những kỷ niệm
Timeline (tiếng Thái: Timeline จดหมาย ความทรงจำ, tên tiếng Việt: Lá thư và những kỷ niệm) là bộ phim điện ảnh Thái Lan công chiếu vào năm 2014. Bộ phim đạt doanh thu 51.8 million bạt. Phim với sự tham gia của Jirayu Tangsrisuk và Jarinporn Joonkiat.

## Nội dung
Mồ côi bố từ nhỏ, Tan sống với người mẹ tần tảo sớm tối nuôi con ăn học. Mẹ Tan chịu đựng cuộc sống cô đơn và nương tựa vào những bức thư tình của bố cậu gửi thời còn sống để có sức mạnh.
Lớn lên Tan được mẹ cho học đại học và gặp gỡ cô bạn đáng yêu, giàu nghị lực June. Từ từ tình bạn trong trẻo của June lại hóa thành tình yêu trong khi Tan đang chạy dài trên con đường hào nhoáng, sa ngã. Trải qua những trận nhậu nhẹt, vấp ngã, thất tình, giai đoạn lạc lối không xác định được bản thân mơ ước gì và từ từ hiểu thấu được nỗi lòng của mẹ và cô bạn khù khờ lúc nào cũng bên cạnh mình.

## Diễn viên
- Jirayu Tangsrisuk vai Tan
- Jarinporn Joonkiat vai June
- Piyatida Mitteeraroj vai Mut
- Noppachai Chaiyanam vai Wat
- Adisorn Aadtakit vai Tun
- Aratee Tunmahapan vai Orn
- Chayapon Panhakan vai Pang
- Yongsin Vongpanitnon vai Tan (nhỏ)

## Ca khúc
- How Much Further is Near? (ไกลแค่ไหนคือใกล้) - Jirayu Tangsrisuk / Jarinporn Joonkiat
- The question that no answer (คำถามซึ้งไร้คำตอบ) - Jirayu Tangsrisuk